# Campiglossa suboculata
Campiglossa suboculata este o specie de muște din genul Campiglossa, familia Tephritidae. A fost descrisă pentru prima dată de Seguy în anul 1939.
Este endemică în Etiopia. Conform Catalogue of Life specia Campiglossa suboculata nu are subspecii cunoscute.